# Валкиаярви (озеро, Поросозерское сельское поселение)
Ва́лкиая́рви (фин. Valkeajärvi) — озеро на территории Поросозерского сельского поселения Суоярвского района Республики Карелия.

## Общие сведения
Площадь озера — 1,6 км². Располагается на высоте 178,8 метров над уровнем моря.
Форма озера продолговата, вытянутая с юга на север. Берега каменисто-песчаные.
С северо-западной стороны озера берёт начало небольшая река Валкиайоки).
Название озера переводится с финского языка как «белое озеро».
Код водного объекта в государственном водном реестре — 01050000111102000011639.